# Sultan Ibrahim Stadium
Sultan Ibrahim Stadium – stadion piłkarski w Iskandar Puteri w Malezji. Mecze na tym obiekcie rozgrywa klub piłkarski Johor Darul Ta'zim FC.
Pojemność stadionu wynosi 35 000, a koszt realizacji budowy stadionu wyniósł 200 mln ringgitów. Stadion został zwycięzcą konkursu Stadium of the Year 2020 organizowanym przez serwis Stadiony.net, zdobywając 64 240 punktów. 

## Historia
Po tym, gdy Tunku Ismail Idris, syn sułtana stanu Johor, późniejszego króla Malezji, Ibrahima ibni Almarhuma kupił klub Johor Darul Ta'zim FC, od 2014 roku klub zaczął odnosić znaczące sukcesy. Wraz z tym pojawiły się pomysły budowy nowego stadionu dla mistrza Malezji. Zdecydowano się na budowę w Iskandar Puteri, przedmieściach Johor Bahru, stolicy stanu Johor.
Budowę rozpoczęto w styczniu 2016 roku i planowano zakończyć ją w 2018 roku, jednak problemy logistyczne opóźniły termin otwarcia stadionu do stycznia 2020 roku.

## Galeria

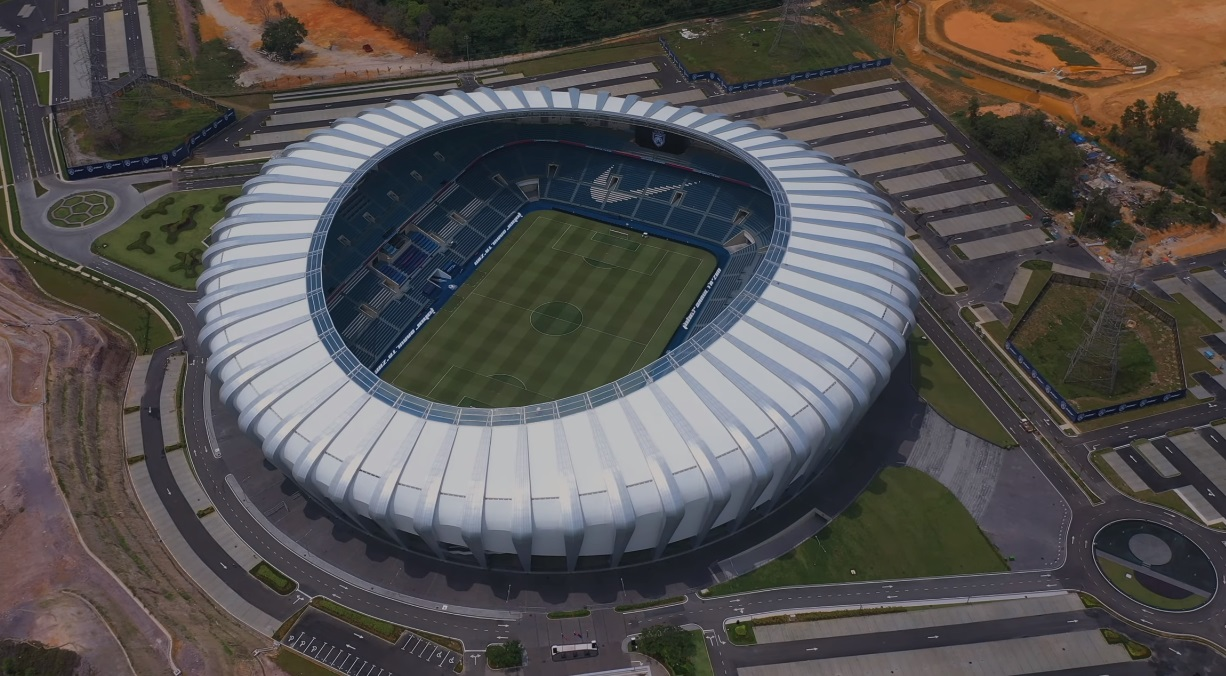
Widok na stadion z góry
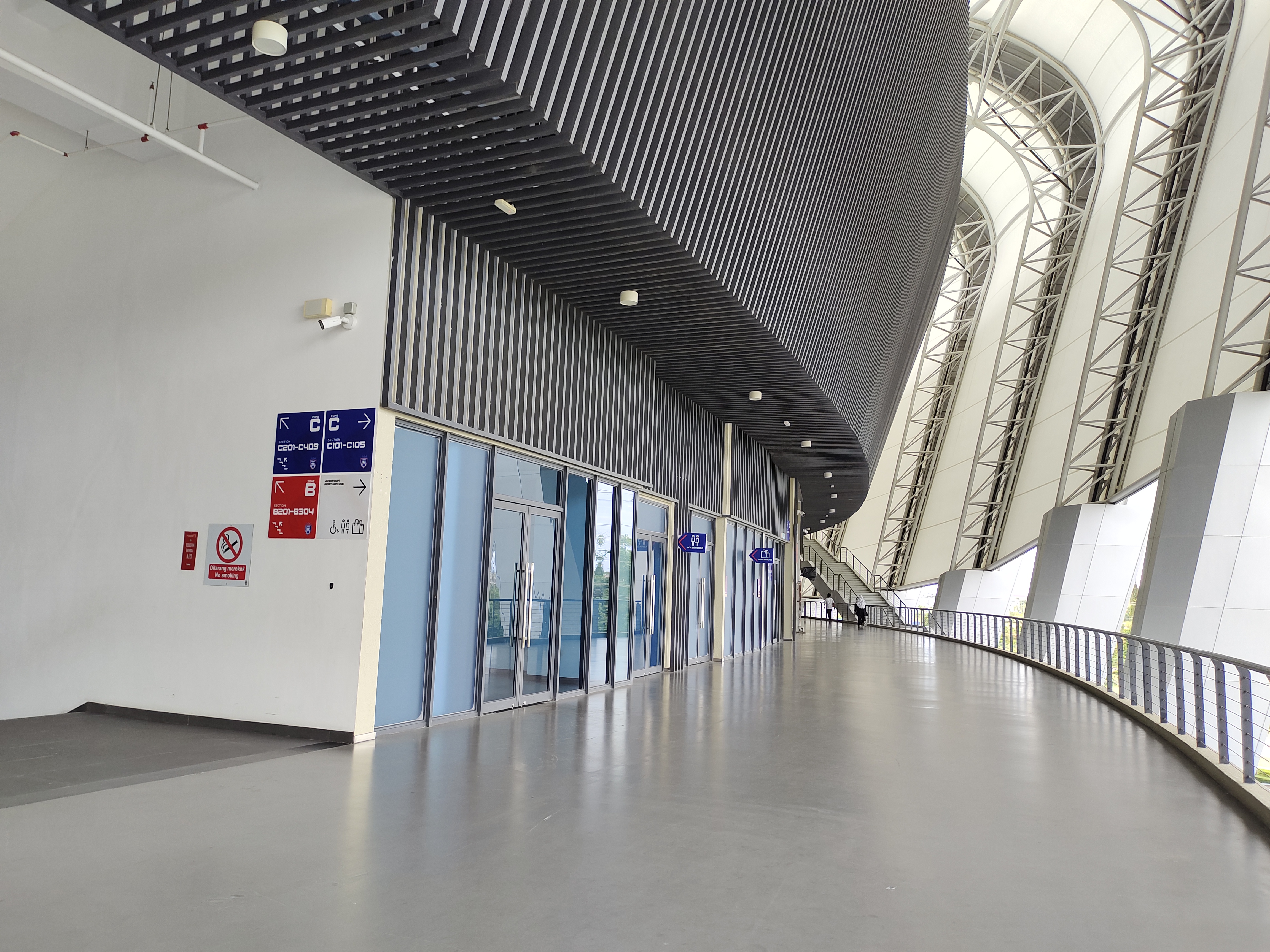
Wnętrze stadionu
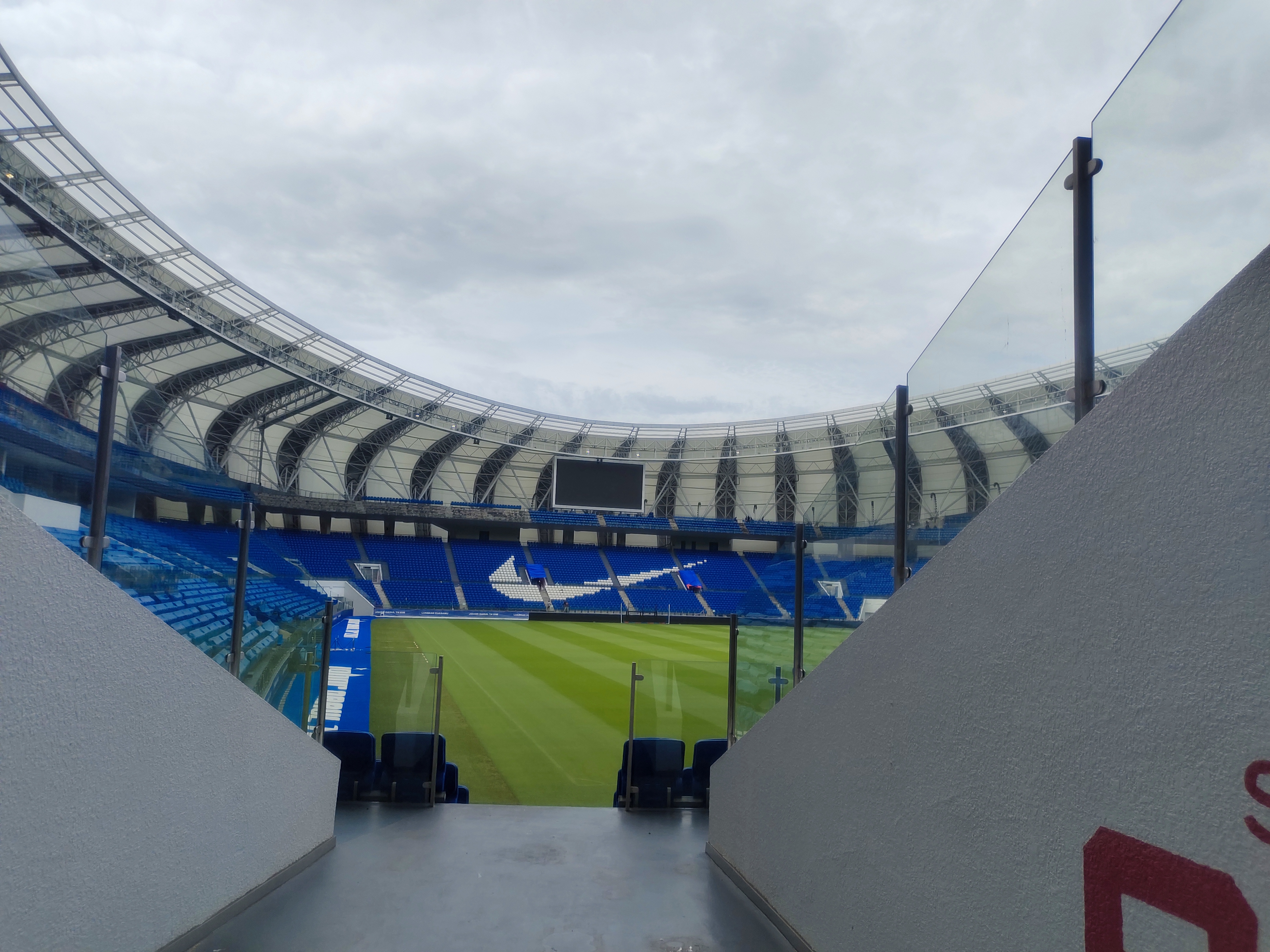
Wnętrze stadionu
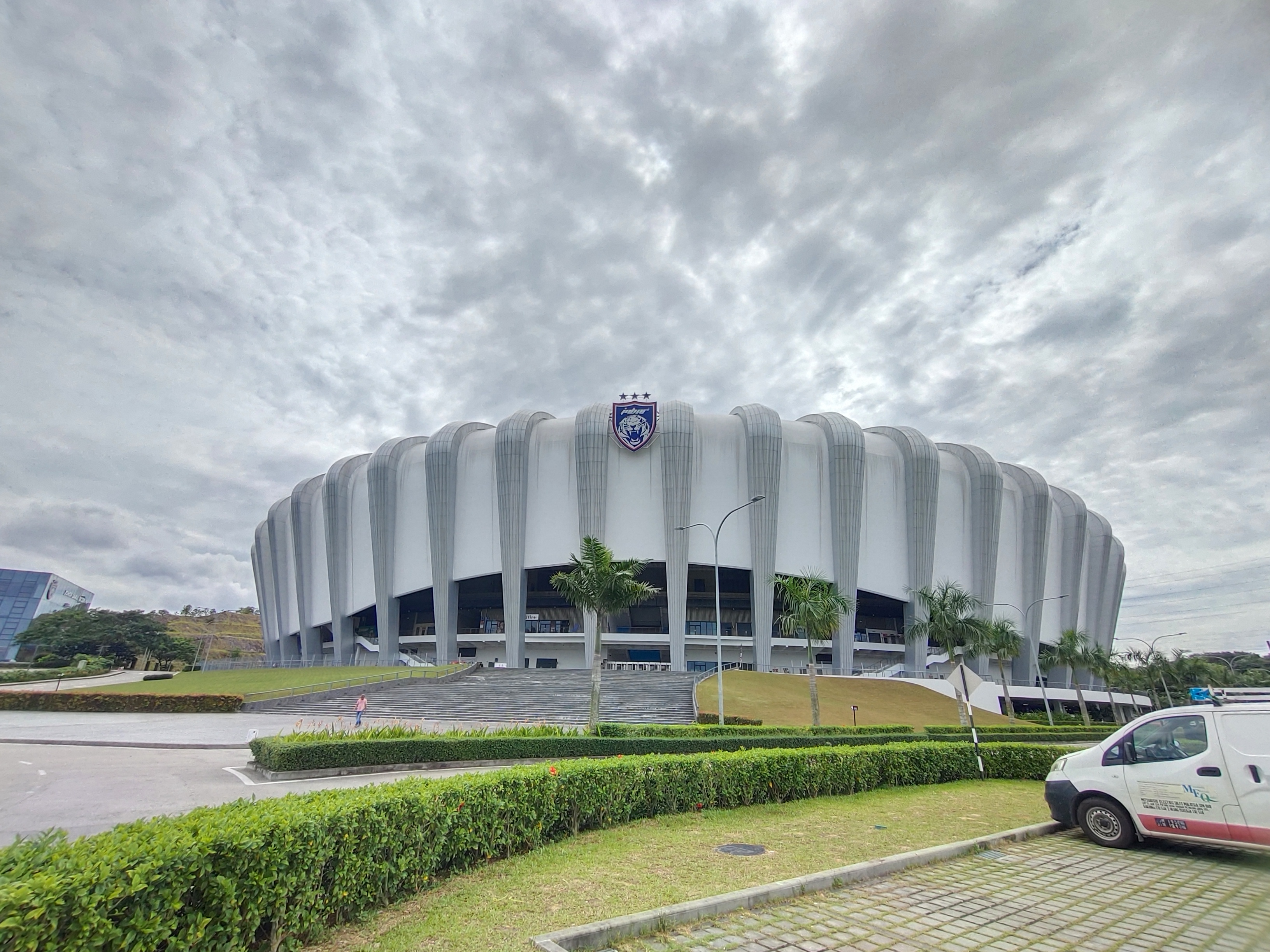
Stadion z zewnątrz